# Lisip de l'Epir
Lisip de l'Epir (grec antic: Λύσιππος, Lýsippos) fou un mitògraf grec natural de l'Epir conegut exclusivament per unes breus mencions als escolis d'Apol·loni de Rodes i de l'Odissea, en els quals es diu que va escriure un κατάλογος ἀσεβῶν ('catàleg d'impietats').